# USS Neal A. Scott (DE-769)
USS Neal A. Scott (DE-769) là một tàu hộ tống khu trục lớp Cannon từng phục vụ cùng Hải quân Hoa Kỳ trong Chiến tranh Thế giới thứ hai. Nó là chiếc tàu chiến duy nhất của Hải quân Hoa Kỳ được đặt cái tên này, theo tên Thiếu úy Hải quân Neal Anderson Scott (1919-1942), người từng phục vụ trên tàu khu trục Smith (DD-378), đã tử trận trong Trận chiến quần đảo Santa Cruz vào ngày 26 tháng 10, 1942 và được truy tặng Huân chương Chữ thập Hải quân. Nó đã phục vụ cho đến khi chiến tranh kết thúc, xuất biên chế năm 1946, rồi được rút đăng bạ năm 1968 và bị bán để tháo dỡ một năm sau đó. Neal A. Scott được tặng thưởng một Ngôi sao Chiến trận do thành tích phục vụ trong Thế Chiến II.

## Thiết kế và chế tạo
Lớp Cannon có thiết kế hầu như tương tự với lớp Buckley dẫn trước; khác biệt chủ yếu là ở hệ thống động lực Kiểu DET (diesel electric tandem). Các động cơ diesel đặt nối tiếp nhau dẫn động máy phát điện để cung cấp điện năng quay trục chân vịt cho con tàu. Động cơ diesel có ưu thế về hiệu suất sử dụng nhiên liệu, giúp cho lớp Cannon cải thiện được tầm xa hoạt động, nhưng đánh đổi lấy tốc độ chậm hơn.
Vũ khí trang bị bao gồm ba pháo 3 in (76 mm)/50 cal trên tháp pháo nòng đơn có thể đối hạm hoặc phòng không, một khẩu đội pháo phòng không Bofors 40 mm nòng đôi và tám pháo phòng không Oerlikon 20 mm. Vũ khí chống ngầm bao gồm một dàn súng cối chống tàu ngầm Hedgehog Mk. 10 (có 24 nòng và mang theo 144 quả đạn); hai đường ray Mk. 9 và tám máy phóng K3 Mk. 6 để thả mìn sâu. Con tàu vẫn giữ lại ba ống phóng ngư lôi Mark 15 21 inch (533 mm). Thủy thủ đoàn đầy đủ bao gồm 15 sĩ quan và 201 thủy thủ.
Neal A. Scott được đặt lườn tại xưởng tàu của hãng Tampa Shipbuilding Company ở Tampa, Florida vào ngày 1 tháng 6, 1943. Nó được hạ thủy vào ngày 4 tháng 6, 1944, được đồng đỡ đầu bởi bà Leigh Scott và cô Margaret Scott, mẹ và em gái của Thiếu úy Scott, và nhập biên chế cùng Hải quân Hoa Kỳ vào ngày 31 tháng 7, 1944 dưới quyền chỉ huy của Hạm trưởng, Đại úy Hải quân Philip Dana Holden.

## Lịch sử hoạt động
Sau khi hoàn tất việc chạy thử máy tại vùng biển phụ cận Bermuda và sửa chữa sau thử máy tại Boston, Massachusetts, Neal A. Scott lên đường đi Norfolk, Virginia, rồi tiếp tục đi đến Solomons Island, Maryland, nơi nó thực hiện những thử nghiệm cùng Trạm Thử nghiệm Chiến tranh Mìn Hải quân trong hai tuần lễ đầu tháng 11, 1944. Quay trở lại Norfolk, nó hoạt động như một tàu huấn luyện tại vùng hạ lưu vịnh Chesapeake cho đến ngày 10 tháng 12. Vào ngày hôm sau, trong thành phần Đội đặc nhiệm 63, con tàu khởi hành từ Lynnhaven Roads để hộ tống cho Đoàn tàu UGS-63 vượt Đại Tây Dương đi sang Oran, Algeria. Đoàn tàu vận tải với khoảng 100 chiếc này băng qua eo biển Gibraltar vào ngày 27 tháng 12 và đi đến Oran vào ngày 28 tháng 12.
Đến ngày 2 tháng 1, 1945, Neal A. Scott rời Bắc Phi để hộ tống cho Đoàn tàu GUS-63 cho hành trình quay trở về Hampton Roads, Hoa Kỳ. Lúc 17 giờ 07 phút ngày hôm sau 3 tháng 1, một tàu buôn di chuyển phía đầu đoàn tàu bị trúng ngư lôi, và chiếc tàu hộ tống khu trục lập tức truy tìm tàu ngầm đối phương bên phía mạn phải đoàn tàu. Đến 17 giờ 39 phút nó bắt được tín hiệu sonar rõ ràng của mục tiêu và tấn công bằng một loạt mìn sâu; 26 quả mìn đã được thả trong vòng 6 phút, và 30 giây sau khi quả mìn cuối cùng kích nổ, một vụ nổ ngầm dưới nước được ghi nhận, tiếp nối bởi một vệt dầu loang nổi lên phía mạn trái sau tàu.
Đến 17 giờ 55 phút, nó lại dò được tín hiệu sonar, và tấn công bằng một loạt đạn cối chống tàu ngầm Hedgehog; nó ghi nhân hai đến bốn vụ nổ dưới nước trong vòng 30 giây, rồi thêm 8 vụ nổ khác trong vòng một phút tiếp theo, nhưng tín hiệu của mục tiêu biến mất. Sau đó tín hiệu sonar lại dò được một lần nữa lúc 18 giờ 06 phút, và có thêm một loạt cối Hedgehog được bắn ra; tuy nhiên lần này không ghi nhận vụ nổ nào dưới nước, và tín hiệu sonar cũng biến mất. Không mất kiên nhẫn, con tàu tiếp tục hoạt động tìm kiếm cho đến 23 giờ 45 phút, khi nó được thay phiên bởi các tàu hộ tống Anh. Chiếc tàu hộ tống khu trục gia nhập trở lại cùng đoàn tàu vận tải, và về đến Norfolk vào ngày 19 tháng 1 mà không gặp thêm sự cố nào khác.
Sang tháng 2, Neal A. Scott gia nhập Lực lượng phía Nam Tuần tra Ngăn chặn tại Bắc Đại Tây Dương, và cho đến khi chiến tranh chấm dứt tại Châu Âu, nó tiếp tục hoạt động truy tìm tàu U-boat đối phương tại khu vực giữa Maine, Nova Scotia và Newfoundland, trong khuôn khổ Chiến dịch Teardrop. Đang khi di chuyển trong đội hình tuần tra vào ngày 22 tháng 4 để hướng đến Argentia, Newfoundland, tàu hộ tống khu trục Carter (DE-112) bắt được tín hiệu sonar một tàu ngầm đối phương; và đến 00 giờ 56 phút, Neal A. Scott tấn công bằng một loạt đạn cối Hedgehog, ghi được nhiều vụ nổ nhỏ dưới nước. Đến 01 giờ 08 phút, Carter tung ra đợt tấn công tương tự, ghi được hai hoặc ba vụ nổ nhỏ và tiếp nối bởi một nổ lớn dưới nước. Lúc 01 giờ 18 phút, một tiếng nổ lớn được mọi con tàu nghe thấy. Tàu ngầm U-boat Đức U-518 đã bị đánh chìm xuống đáy Bắc Đại Tây Dương, tại tọa độ 43°26′B 38°23′T / 43,433°B 38,383°T.
Sau khi Đức chấp nhận đầu hàng, Neal A. Scott được lệnh tiếp nhận sự đầu hàng của U-1228 để áp giải chiếc U-boat quay trở về cảng. Đang trên đường đi, nó bắt gặp chiếc U-858 và hướng dẫn chiếc tàu ngầm đi đến địa điểm đầu hàng tại Lewes, Delaware. U-1228 được tiếp quản vào ngày 11 tháng 5, khi một đội đổ bộ đã đi sang để vận hành chiếc tàu ngầm đồng thời bắt giữ 28 thành viên chiếc U-boat, trong đó có hạm trưởng. Neal A. Scott áp giải U-1228 đi đến Portsmouth, New Hampshire, nơi nó bàn giao lại con tàu cùng số tù binh chiến tranh cho lực lượng Tuần duyên vào ngày 17 tháng 5.
Sau đó Neal A. Scott đi đến Bayonne, New Jersey để bảo trì, rồi tiếp tục hướng xuống phía Nam đến Florida. Tại Jacksonville, Florida vào ngày 13 tháng 6, nó tham gia hoạt động huấn luyện chuẩn nhận phi công hoạt động trên tàu sân bay, phục vụ canh phòng máy bay cho tàu sân bay hộ tống Guadalcanal (CVE-60) trong suốt hai tháng tiếp theo. Sau khi Nhật Bản chấp nhận đầu hàng giúp kết thúc chiến tranh tại Viễn Đông, con tàu đi đến Charleston, South Carolina để bảo trì, rồi tiếp tục đi đến Corpus Christi, Texas để tham gia các lễ hội nhân ngày Hải quân.
Neal A. Scott đi đến Charleston vào ngày 4 tháng 11, để rồi lại lên đường vào ngày 7 tháng 11 quay trở lại Jacksonville, nơi con tàu được cho xuất biên chế vào ngày 30 tháng 4, 1946. Nó được cho neo đậu tại Green Cove Springs, Florida, trực thuộc Hạm đội Dự bị Đại Tây Dương, cho đến năm 1961, khi nó được kéo đến Orange, Texas. Con tàu bị bỏ không tại đây, cho đến khi bị rút tên khỏi danh sách Đăng bạ Hải quân vào ngày 1 tháng 6, 1968, rồi bị bán để tháo dỡ vào tháng 7, 1969.

## Phần thưởng
Neal A. Scott được tặng thưởng một Ngôi sao Chiến trận do thành tích phục vụ trong Thế Chiến II.
|  | Bronze star |

| Huân chương Chiến dịch Hoa Kỳ | Huân chương Chiến dịch Châu Âu-Châu Phi-Trung Đông với 1 Ngôi sao Chiến trận | Huân chương Chiến thắng Thế Chiến II |